# Tuja (województwo pomorskie)
Tuja (niem. Tiege) – wieś w Polsce położona w województwie pomorskim, w powiecie nowodworskim, w gminie Nowy Dwór Gdański na obszarze Wielkich Żuław Malborskich. W przeszłości wieś leżała na szlaku Żuławskiej Kolei Dojazdowej i Gdańskiej Kolei Dojazdowej.
Wieś królewska położona była w II połowie XVI wieku w województwie malborskim. W latach 1975–1998 miejscowość administracyjnie należała do województwa elbląskiego.

## Zabytki
Według rejestru zabytków NID na listę zabytków wpisany jest kościół filialny pw. św. Jakuba, XIV, 1894, nr rej.: A-250 z 3.10.1961.